# Type 38-geweer
Het type 38-geweer (Japans: 三八式歩兵銃) is een Japans grendelgeweer dat het Type 30-geweer verving. Het was een verbeterde versie van het Type 30. Beide wapens werden ook wel Arisaka genoemd (naar de ontwerper Nariakira Arisaka (Japans: 有坂 成章)).
Tijdens de Russisch-Japanse Oorlog had het Japanse leger het Type 30-geweer gebruikt. Dit geweer had enkele verbeterpunten, en daarom werd een verbeterde versie, het Type 38-geweer, in 1905 (het 38e jaar na de Meiji-restauratie, vandaar de benaming Type 38) in gebruik genomen.
Net zoals zijn voorganger kon dit wapen de 6,5 x 50 mm SR Arisaka-patroon verschieten. Als men deze afvuurde, gaf dit weinig terugslag, maar vergeleken met de Noorse en Italiaanse 6,5 mm-patronen was deze ook niet bepaald krachtig.
Het Ariska-geweer was met 1280 mm het langste geweer tijdens de Tweede Wereldoorlog. Als de Type 30-bajonet van 400 mm (deze stak 400 mm uit als ze werd bevestigd aan het geweer, de lengte inclusief handvat was 514 mm) werd bevestigd, werd deze lengte nog groter.
Deze twee punten, samen met het feit dat Japan in het nauw werd gedreven en daarom minder grondstoffen en fabrieken beschikbaar had, leidden ertoe dat Japanse strijdkrachten een nieuw, simpeler wapen nodig hadden: het Type 99. Dit kon een andere patroon verschieten: de 7,7 x 58 mm Arisaka.
De Type 38-cavalerie-karabijn was een versie van het Type 38 met een ingekorte loop. Deze werd gebruikt door cavalerie, maar ook door non-combatanten zoals artilleristen, en nog meer mensen die een compacter, lichter wapen nodig hadden. De loop was 487 mm lang, waardoor de totale lengte neerkwam op 966 mm. Het wapen woog 3,3 kg. Het werd in gebruik genomen op hetzelfde moment als het Type 38-geweer, in 1905 dus.
Een andere versie was het Type 38-cavalerie-geweer, dit was simpelweg een Type 38, waarvan de loop zo'n 200 mm was ingekort. Ook dit wapen werd gebruikt door troepen die behoefte hadden aan een compacter, lichter wapen.
Twee wapens gebaseerd op de Type 38 waren het Type 97-scherpschuttersgeweer en het Type 44-cavalerie-geweer (dit laatste was gebaseerd op het Type 38-cavalerie-geweer). Nog een versie was het Type I-geweer, dat Japan aan het begin van de Tweede Wereldoorlog kocht van Italië. Deze Italiaanse geweren leken op het Type 38, maar hadden een Carcano- in plaats van een Arisaka-systeem.
Na de oorlog werden er experimenten gedaan met de sterkte van de geweren uit de Tweede Wereldoorlog (qua hoeveel gasdruk het grendelsysteem kon verdragen). Hieruit bleek dat het Type 38 het sterkst was.